# 希嘎達代
希嘎達代（達悟語：Si-kaptaptay），是台灣達悟族傳說中的人物，不只善於游泳、潛水，還有能在海上行走的能力。

## 身世
希嘎達代出生在朗島部落，他的父親叫希法烏尤（Si-Vaoyo），另外還有一個哥哥和妹妹，傳說他們的祖先（或是父親希法烏尤）娶了天上下凡的達悟督拉納拉橫，而他們是仙女的後代，也是他能擁有異能的原因。

## 傳說
希嘎達代的父親在他小時候便經常叫他去海邊取水，希嘎達代便趁機在海邊練習游泳、潛水，最後甚至習得了在海上行走和與海洋生物交談的能力，有一次他取水後久久沒有回家，擔心的父親便派哥哥去海邊找，哥哥因此目擊他在海水上行走、潛水，感到相當驚訝，並且希望弟弟可以教自己，希嘎達代答應了，他之後便趁著在取水的時候，從游泳到在海上行走的方法全都教給了哥哥，因為他的哥哥也是仙女的後代，所以也學會了。後來有一次兩人在海上行走時，有一隻大鯊魚靠過來，哥哥感到相當驚慌，但希嘎達代表示那隻鯊魚是他的朋友，經常帶著他游到很遠的地方玩，便當場示範走進鯊魚的嘴巴裡、讓鯊魚帶著自己游到遠處的島上、再游回來，讓哥哥相當驚訝。
因為他們家族的身世和能力，全部落的人都很羨慕、尊重他們。

## 其他
關於希嘎達代的仙女祖先，有說法認為她回到天上、但也有說法認為她留在人間，直到死後靈魂才回到天上，而她的墓地在蘭嶼最高的山上，後來希嘎達代和他的哥哥發現仙女的墓上長出了奇怪的樹，想到祖先叮嚀過如果看到這種情況的話要好好照顧它，因此他們清除了周邊的雜草、並且把附近比那棵樹還高的樹都砍掉，後來那棵樹開花後，結出很硬的果實，並且藉由希法烏尤托夢告訴他們那個叫做姆拉各（mowlag，磚紅色琉璃珠），是來自仙女的寶物、要送給喜歡的女孩，因此達悟族人在結婚的時候，男方都會送給女方飾珠做為信物。